# Gratosoglio
Gratosoglio (en italien : [ɡratoˈsɔʎʎo] ; lombard : Grattasoeuj) est un quartier de la ville de Milan appartenant au découpage administratif de la zone 5 . Il est situé à l'extrémité sud de la ville, à la limite de la commune de Rozzano, et est traversé par la rivière Lambro.
Le quartier a une superficie d’environ 400 000 m2 et comptait 9 838 habitants (en 2015). Il est traversé par sa principale artère Via dei Missaglia. Dans les années 1960 c'est une  ville de banlieue, avec de grands immeubles préfabriqués destinés à accueillir des travailleurs immigrés originaires du sud de l'Italie, le quartier est généralement classé parmi les plus dégradés, avec les taux de criminalité les plus élevés du Milanais. 
Le nom Gratosoglio est dérivé des mots latins gratum solium  « trône agréable  », terme employé selon une légende locale, par l'apôtre Barnabé ,fondateur de l'église milanaise, alors qu'il s'apprêtait à quitter Milan,. 

## Histoire
Gratosoglio s'est développé à partir d'un monastère bénédictin fondé entre 1107 et 1130 sur la route reliant Milan à Pavie. En dépit d'être une très petite communauté de moins d'une douzaine de moines, le monastère est devenu très riche et pendant environ trois siècles, il a influencé la ville de Milan. Au milieu du XVe siècle, la communauté tombe en ruine et, en 1545, le monastère est abandonné par les bénédictins. Les carmélites et les franciscains sont alors envoyés pour officier dans l'église du monastère et en prennent possession. 
La communauté rurale locale a survécu à la dégradation du monastère et, au XVIIIe siècle  est annexée à la commune de  Corpi Santi. 
Au début des années 1960, la région est urbanisée en réponse à la demande croissante de zones résidentielles à bas prix, provoquée par l'immigration en provenance du sud l'Italie. Entre 1962 et 1965, plus de 50 grands bâtiments de 9 à 16 étages sont construits, principalement à l'aide de blocs préfabriqués. Gratosoglio a ainsi acquis la renommée d’un quartier dortoir dégradé et marginalisé.